# Bifidobacterium lactis
Bifidobacterium lactis is een soort bacterie die behoort tot het geslacht Bifidobacterium. Het is een probiotische bacteriestam die van nature voorkomt in de darmen van mensen en andere dieren. Bifidobacterium lactis wordt vaak opgenomen in probiotische supplementen en voedingsmiddelen vanwege de potentiële gezondheidsvoordelen.
Deze bacteriestam heeft verschillende eigenschappen die het gunstig maken voor de gezondheid, waaronder:
1. Spijsverteringsgezondheid: Bifidobacterium lactis kan helpen bij het bevorderen van een gezonde spijsvertering en het verminderen van spijsverteringsproblemen zoals opgeblazen gevoel, gas en diarree. Het helpt bij het handhaven van een evenwichtige darmflora en ondersteunt de vertering van voedsel.
2. Versterking van het immuunsysteem: Het consumeren van Bifidobacterium lactis kan het immuunsysteem versterken door het stimuleren van de activiteit van immuuncellen en het bevorderen van de productie van antilichamen. Het kan ook ontstekingen verminderen en helpen bij het voorkomen van infecties.
3. Verbeterde lactosevertering: Bifidobacterium lactis produceert het enzym lactase, dat nodig is voor de afbraak van lactose, het suiker in melk en zuivelproducten. Mensen met lactose-intolerantie kunnen baat hebben bij het consumeren van deze bacteriestam, omdat het kan helpen bij het afbreken van lactose en het verminderen van symptomen zoals buikpijn en diarree.
4. Preventie van antibiotica-gerelateerde bijwerkingen: Antibiotica kunnen de balans van darmbacteriën verstoren en leiden tot bijwerkingen zoals diarree. Het nemen van Bifidobacterium lactis tijdens een antibioticakuur kan helpen bij het herstellen van een gezonde darmflora en het verminderen van antibiotica-gerelateerde darmproblemen.
5. Mogelijke allergiepreventie: Er is enig bewijs dat het gebruik van Bifidobacterium lactis bij zuigelingen en jonge kinderen kan helpen bij het voorkomen van de ontwikkeling van allergieën, zoals eczeem. Het kan een positief effect hebben op het immuunsysteem en de immuuntolerantie verbeteren.

Bifidobacterium lactis wordt over het algemeen als veilig beschouwd, maar individuele reacties kunnen variëren. Het is raadzaam om de instructies op het product te volgen en indien nodig advies in te winnen bij een zorgverlener voordat je probiotica gaat gebruiken.